# Гарем (жанр)
Гарем (яп. ハーレムアニメ) — жанр стосунків в аніме та манзі, в якому персонаж чоловічої (жіночої) статі оточений великою кількістю жінок (чоловіків). Інших жорстких рамок жанру не задано, і в різновидах гарему герой зовсім не обов'язково повинен зав'язувати хоча б якісь романтичні стосунки, проте найчастіше так відбувається. Останнім часом з'явилася також жіноча різновидність цього жанру, коли головну героїню оточує кілька бісьоненів.[джерело?]
Багато серіалів, що не належать повною мірою до «гаремних», використовують напрацювання жанру для ускладнення стосунків між персонажами.[джерело?]

## Структура

Типова ситуація в жанрі гарем: хлопець та багато дівчат (аніме Futakoi)

Класичний гарем зазвичай будується з використанням одного хлопця і, як мінімум, трьох дівчат. На практиці число персонажів жіночої статі може сягати десятків. Тому гаремні аніме часто критикують, звинувачуючи їх в тому, що велика частина побічних персонажів фактично не відіграє ніякої ролі, додані лише заради кількості і фактично є шаблонними персонажами запозиченими з інших серіалів.
Стереотип центрального персонажа гарему — сором'язливий, але всіляко позитивний молодий парубок. Цю роль з успіхом відіграють як школярі чи студенти («Love Hina»), так і доросліші люди. Господар гарему або проживає з дівчатами під одним дахом, або постійно зустрічається з ними за службовим обов'язком. Якщо герой — студент, його батьки зазвичай проживають в украй віддаленому місті або просто повністю ігнорують життя своєї дитини.
Відносини господаря гарему з дівчатами, власне, гаремними назвати ніяк не можна. Найчастіше якщо герою хтось подобається, то він соромиться це показати. Провідну роль у взаємодіях персонажів гарему грає дружба і згуртованість, зазвичай така компанія живе в мирі й злагоді як одна велика сім'я. Головний герой часто відіграє тут роль груші для биття: на ньому зривають злість і пред'являють йому різні претензії. Попри те, що в переважній більшості гаремів однозначно визначається головна героїня (якою, власне, і цікавиться центральний персонаж), інші учасниці гарему також мають до героя які-небудь романтичні почуття або просто симпатизують йому.
Існує і «гарем навпаки», коли дівчина виявляється оточена хлопцями. Яскравий приклад такого — аніме «Ouran High School Host Club», головна героїня якого, дівчина Харухі, проти власної волі стає членом чоловічого клубу, що складається з неї та шістьох хлопців.
Характерною рисою гаремів є різноманітність типажів персонажів усередині гарему, що зумисне створюється авторами для контрасту, а також для того щоб догодити смакам глядачів — якщо головний герой гарему зазвичай не подобається нікому, то хтось із численних персонажів які в цей гарем входять конкретному глядачеві сподобається. Однак загальне число типажів, що використовується в даному жанрі, не відрізняється великою різноманітністю.

### Чоловічі персонажі
Хоча господар гарему, центральний персонаж чоловічої статі, що має хоч якісь шанси на дівчат, тільки один, часто в гаремних творах вводять декілька додаткових ролей. Стильний і романтичний конкурент, що з'являється з трояндою в руці, картинно цілує дівчатам руки і, що закономірно, викликає неприязнь у більшості глядачів, не має жодних шансів на успіх. Також згадуються друзі головного героя, які взагалі майже не беручи участь в сюжеті, в основному створюють контраст невдачам центрального персонажа.

### Жіночі персонажі
Найчастіше, в цілях комерційного успіху (цей прийом також практикується в гаремних комп'ютерних симуляторах), автори вводять комплект жіночих персонажів найрізноманітнішого характеру, сподіваючись на те, що серед них обов'язково буде такий, який сподобається конкретному глядачеві. Як правило, в гаремі завжди є: відвернута зірка гарему, дівчина-тихоня (часто зображається в окулярах), дівчина-каратистка (власне підійде будь-яке японське бойове мистецтво) традиційної суворої моралі, досвідчена жінка та зворушлива малолітня дитина. Поширеними типажами є весела та дещо розв'язна алкоголічка, нерідко іноземка (американка). Всі вони, з тим або іншим успіхом, можуть бути закохані в головного героя, але, як правило, не ворогують між собою.

## Закінчення
Гаремні фінали, як правило, слідують за кількома сюжетними маршрутами:
- Головний персонаж залишається з закоханою в нього людиною.
- Головний персонаж не обирає жодного з учасників гарему.
- Історія завершується декількома шлюбами.[1]

## Приклади
- Найвідоміші жіночі гареми включають: Ah My Buddha, Ai Yori Aoshi, Seto no Hanayome, Asu no Yoichi, Date A Live, The Familiar of Zero, Girls Bravo,  Hayate the Combat Butler, High School DxD, Ichigo 100%, Infinite Stratos, KissxSis, Ladies versus Butlers!, Love Hina, Monster Musume, Negima!, Nisekoi, Ranma ½, Rosario + Vampire, Sekirei, Tenchi Muyo!, To Love-Ru, The World God Only Knows, Is This a Zombie?, Sword Art Online,Sword Art Online II and Saenai Heroine no Sodatekata.

- Найвідоміші чоловічі гареми включають: Alice in the Country of Hearts, Boys Over Flowers, Brothers Conflict, Dance with Devils, Diabolik Lovers, Fruits Basket, Makura no Danshi, Ouran High School Host Club, Prétear, Hakuōki, Uta no Prince-sama, Neo Angelique Abyss, Magic-kyun Renaissance, Akatsuki no Yona.